# Droga krajowa B417 (Niemcy)
Droga krajowa 417 (niem. Bundesstraße 417) – niemiecka droga krajowa przebiegająca  na osi północ - południe i łączy ze sobą Nassau w Nadrenii-Palatynacie i Wiesbaden w Hesji przez Limburg an der Lahn.

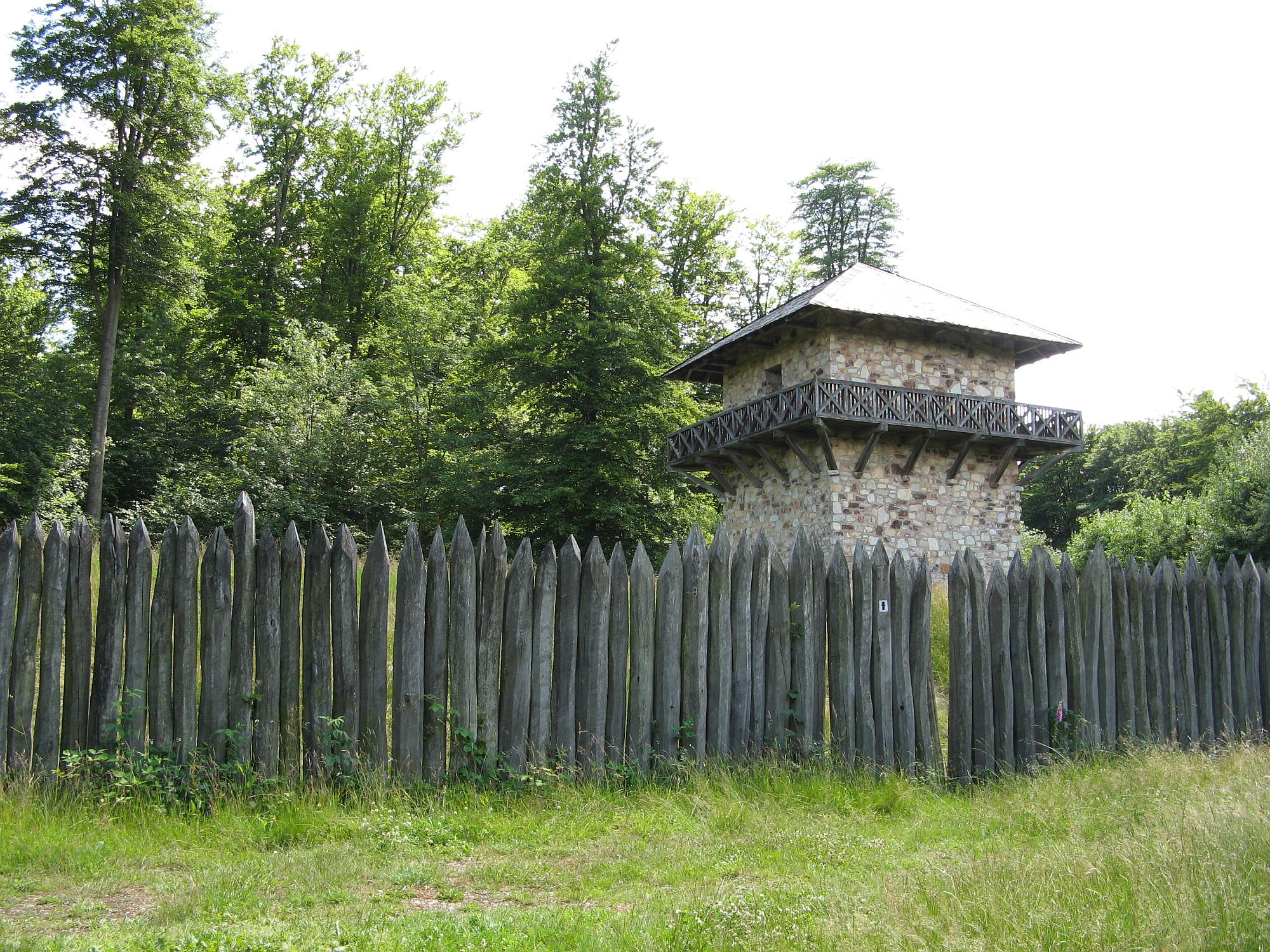
Limes w okolicach Orlen

## Warto zobaczyć
Po opuszczeniu Limburga w okolitach Taunusstein-Orlen można zobaczyć odrestaurowane fragmenty rzymskiego systemu umocnień granicznych- tzw. Limesu.
Pomiędzy Kirbergiem a Neuhofem B417 przebiega po historycznej Hühnerstrasse obok której znajdują się liczne, pochodzące z VI - V w. p.n.e., celtyckie tumulusy.